# 一迫町
一迫町（いちはさまちょう）は、宮城県北西部にあった町である。2005年4月1日に栗原郡内全町村が合併し、栗原市の一部分となった。

## 地理
宮城県北西部に位置する町である。町の中心を迫川が流れ、町の面積の半分を森林が占める。一迫川上流を占め、東西に細長い純農村地帯である。
- 山：大森、大土森
- 河川：迫川、長崎川、芋埣川、南沢川

### 隣接していた自治体
- 宮城県栗原郡高清水町、築館町、栗駒町、鶯沢町、花山村、玉造郡鳴子町、岩出山町

## 歴史
町役場近くの山王囲遺跡からは、縄文時代から弥生時代にかけての土器・埋蔵物が数多く発見されている。また、前九年の役では、町の西部、現在の牛渕公園の周辺が古戦場となった。戦国時代には大崎氏が支配した。その滅亡後は木村吉清、ついで伊達政宗の領地になり、江戸時代には仙台藩の支配を受けた。奥州の要衝のひとつでもある。

### 沿革
- 明治8年（1875年）10月17日 - 水沢県による村落統合にともない、清水村を真坂村に、曽根村を柳目村に、それぞれ編入。真坂村の一部（端郷北沢村）は狐崎村と合併し王沢村となる。
- 明治22年（1889年）4月1日 - 町村制施行にともない、真坂村と柳目村が合併して一迫村が発足。
- 大正12年（1923年）4月10日 - 町制施行し、一迫町となる。
- 昭和30年（1955年）4月1日 - 金田村・長崎村および姫松村の一部（王沢）と合併し、新制の一迫町が発足。
- 平成17年（2005年）4月1日 - 栗原郡内全町村が合併して栗原市となる。

## 行政
- 最後の町長：佐藤覚次郎（2004年1月〜）
- 歴代村長

| 代 | 氏名         | 就任                       | 退任                      | 備考 |
| -- | ------------ | -------------------------- | ------------------------- | ---- |
| 1  | 熱海宗三郎   | 明治26年（1893年）4月21日  | 明治27年（1894年）7月4日  |      |
| 2  | 千葉銀蔵     | 明治27年（1894年）7月14日  | 明治31年（1898年）7月13日 |      |
| 3  | 熱海宗三郎   | 明治31年（1898年）7月23日  | 明治35年（1902年）9月4日  | 再任 |
| 4  | 千葉銀蔵     | 明治35年（1902年）10月21日 | 明治40年（1907年）3月27日 | 再任 |
| 5  | 熱海良之助   | 明治40年（1907年）5月16日  | 明治44年（1911年）5月15日 |      |
| 6  | 鹿野栄六     | 明治44年（1911年）8月3日   | 大正2年（1913年）2月17日  |      |
| 7  | 松田茂右ェ門 | 大正2年（1913年）12月27日  | 大正11年（1922年）2月21日 |      |
| 8  | 熱海彦       | 大正11年（1922年）3月20日  | 大正12年（1923年）4月9日  |      |

- 歴代町長

昭和の合併以前
| 代 | 氏名     | 就任                      | 退任                       | 備考 |
| -- | -------- | ------------------------- | -------------------------- | ---- |
| 1  | 熱海彦   | 大正12年（1923年）4月10日 | 昭和5年（1930年）4月14日   |      |
| 2  | 菅原義雄 | 昭和5年（1930年）4月25日  | 昭和9年（1934年）4月24日   |      |
| 3  | 熱海彦   | 昭和9年（1934年）5月1日   | 昭和11年（1936年）2月9日   | 再任 |
| 4  | 熱海啓輔 | 昭和11年（1936年）2月17日 | 昭和15年（1940年）2月16日  |      |
| 5  | 菅原義雄 | 昭和15年（1930年）2月24日 | 昭和19年（1944年）2月23日  | 再任 |
| 6  | 松田宏一 | 昭和19年（1944年）2月24日 | 昭和21年（1946年）11月23日 |      |
| 7  | 曾根義伝 | 昭和22年（1947年）4月6日  | 昭和24年（1949年）4月19日  |      |
| 8  | 狩野文朔 | 昭和24年（1949年）5月16日 | 昭和30年（1955年）3月31日  | 再任 |

昭和の合併以後
初代 - 狩野文朔

## 教育
- 高等学校
  - 宮城県一迫商業高等学校（2005年の選抜高等学校野球大会に21世紀枠で初出場）
- 中学校
  - 一迫町立一迫中学校
- 小学校
  - 一迫町立一迫小学校(吹奏楽コンクール東北大会5年連続金賞・東日本学校吹奏楽大会金賞・東日本学校吹奏楽大会フェスティバル大賞受賞校，アンサンブルコンテスト東北大会5年連続金賞受賞)
  - 一迫町立長崎小学校(栗原市立一迫小学校に統合)
  - 一迫町立金田小学校(栗原市立一迫小学校に統合)
  - 一迫町立姫松小学校(栗原市立一迫小学校に統合)
    - 一迫小学校は、文部科学省が推進する「学力向上フロンティア」指定校（フロンティアスクール）である。

一迫町立から栗原市立に名称変更

## 交通

### 鉄道
町内に鉄道路線は無い。最寄り駅は東北新幹線くりこま高原駅（車で約20分）。
または、陸羽東線池月駅 (車で約25分)＊どちらも一迫総合支所から。

### 道路
- 一般国道
  - 国道398号
  - 国道457号
- 都道府県道
  - 宮城県道17号栗駒岩出山線
  - 宮城県道59号古川一迫線
  - 宮城県道178号花山一迫線

## 名所・旧跡・観光スポット・祭事・催事
- 山王史跡公園
  - 山王囲遺跡
  - あやめ園
- 一迫町埋蔵文化財センター（山王ろまん館）
- 南くりこま高原一迫ゆり園
  - かおり風景100選：南くりこま一迫のゆり
- 牛渕公園
- 小僧不動水神社
  - 小僧不動の滝
- 石柳山妙教寺 ふれあいホール
- 風の沢ミュージアム

### 祭り・イベント
- 長崎小僧寒中みそぎ（1月15日）
- 裸たるみこし（2月3日）
- 山王史跡公園あやめ祭り（6月中旬から7月上旬・山王史跡公園あやめ園）
- ゆり園まつり（6月下旬から7月下旬・南くりこま高原一迫ゆり園）
- くりはら万葉祭（9月下旬頃・風の沢ミュージアム 野外ステージ）
- 牛渕七滝龍神まつり（10月中旬・牛渕公園）

## 出身有名人
- 可愛かずみ（小学生時代に2年ほど生活した）
- 菅原文太（仙台市生まれ、一迫町育ち）